# Incendie du 16 mars 2023 dans le Vieux-Montréal
 (juillet 2025).
Le 16 mars 2023, un incendie criminel dévaste l'édifice William-Watson-Ogilvie situé dans le Vieux-Montréal, causant la mort de sept personnes et faisant neuf blessés. Il a été révélé a posteriori que plusieurs logements dans ce bâtiment étaient loués illégalement sur des plateformes de location à court terme notamment sur la plateforme Airbnb. L'incendie de l'édifice William-Watson-Ogilvie est l’incendie le plus meurtrier depuis 1975 à Montréal.
L’incendie aura relancé le débat politique sur les Airbnb illégaux au Québec, entraînant la ministre du Tourisme, Caroline Proulx à mettre de la pression sur la plateforme qui déclarera vouloir supprimer toutes les annonces illégales au Québec quelques jours plus tard,. Toutefois, plusieurs médias montréalais ont révélé quelques que la plateforme continue toujours d'héberger des logements qui ne sont pas enregistrés auprès de la Corporation de l'industrie touristique du Québec,. À la suite de la tragédie, les arrondissements du Sud-Ouest, de Ville-Marie et du Plateau-Mont-Royal ont formé une escouade consacrée à l’enquête sur les locations illégales via la plateforme Airbnb.
Le 28 août 2023, le Module des incendies criminels et explosifs du SPVM indique que la piste accidentelle est désormais écartée, transformant ainsi l'enquête en une affaire de meurtres.

## Chronologie

### Incendie
Le jeudi 16 mars vers 5 h 45, l'incendie se déclare dans le bâtiment historique de trois étages situé  Place d'Youville, comprenant 14 logements et un local commercial au rez-de-chaussée. Les flammes sont si violentes qu'entre 130 et 150 pompiers du Service de sécurité incendie de Montréal (SSIM) sont dépêchés sur les lieux pour intervenir,.
Au cours de l'incendie, plusieurs occupants sont évacués par les fenêtres avec des échelles, tandis qu'au moins une personne prise de panique saute par sa fenêtre du deuxième étage pour échapper aux flammes. Au moins neuf personnes sont transportées à l'hôpital, dont trois souffrent de graves brûlures internes. Consommées par les flammes, le toit et les étages de l'immeuble s'effondrent. Le chef de division du Service de sécurité du SSIM, Martin Guilbault, a décrit la scène comme étant « chaotique ».
L'incendie a également entraîné l'évacuation d'un hôtel à proximité ainsi que la fermeture temporaire du musée Pointe-à-Caillière situé à quelques dizaines de mètres et où la fumée s'est infiltré. Le musée sera rouvert le 28 mars. Le SSIM déclare l'incendie sous contrôle à 9 h 14 en réussissant  à limiter les dégâts matériels à la façade historique du bâtiment. Le feu a finalement été éteint vers midi.

### Recherche des disparus

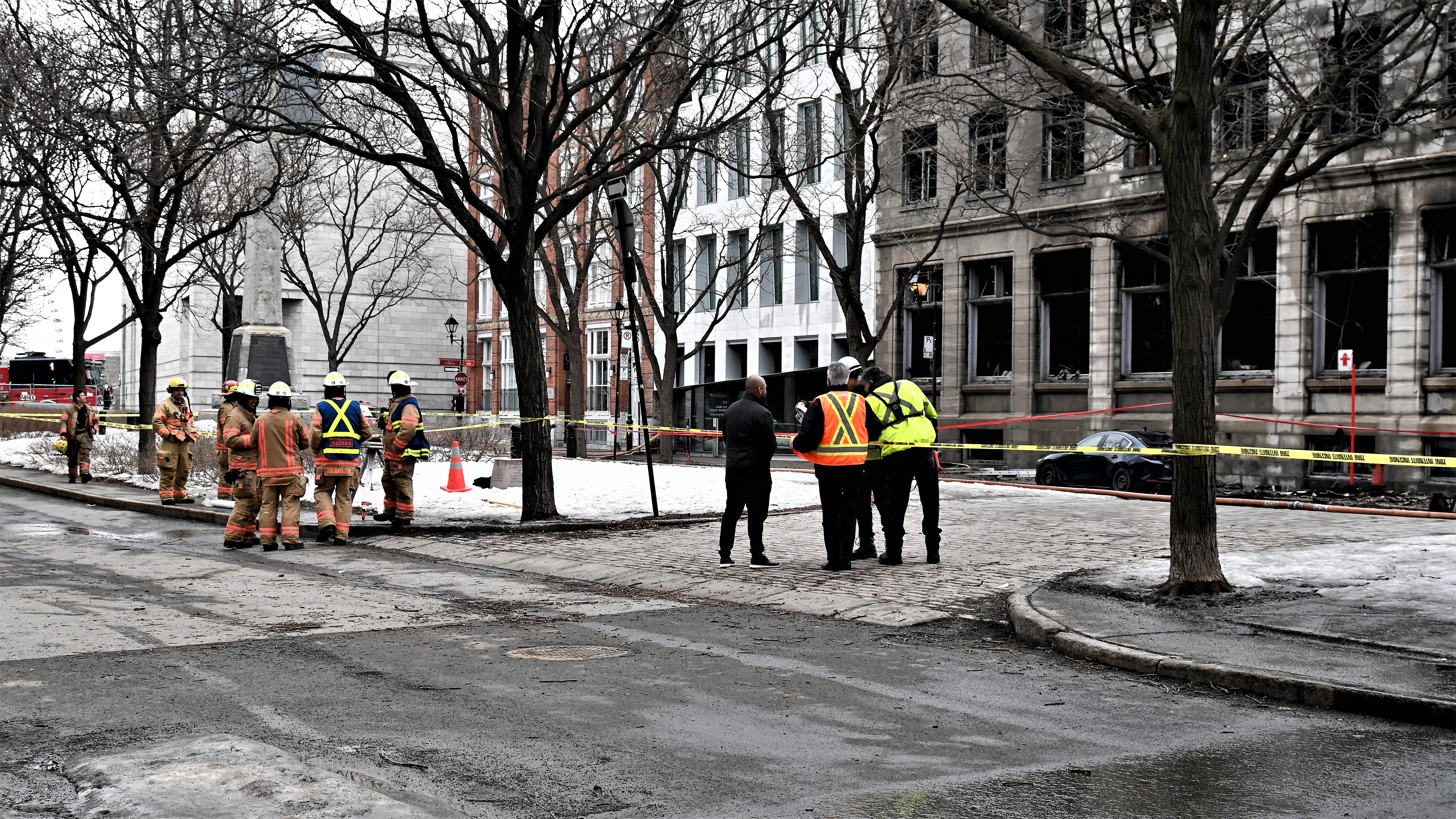
Autorités à la Place d'Youville, le 17 mars.

Après l'incendie, les pompiers ont annoncé qu'au moins une personne manquait à l'appel. Cependant, le directeur du Service de sécurité incendie de Montréal (SSIM), Richard Liebmann, a souligné que d'autres personnes pourraient également être portées disparues, étant donné que certains appartements avaient été loués sur Airbnb.
Étant donné l'instabilité du bâtiment, les autorités ont pris les précautions nécessaires avant d'entamer les fouilles ; il était évident pour les pompiers qu'il était impossible que les disparus aient survécu. Les recherches ont été entreprises avec prudence et méthodiquement pour garantir la sécurité des équipes de secours.
Le 18 mars en soirée, les enquêteurs du Service de Police de la ville de Montréal (SPVM) annoncent que sept personnes sont portés disparues. Les travaux de démolition visant à faciliter la recherche des corps et l'analyse de la scène, avec l'aide des pathologistes judiciaires de la section des incendies criminels du SPVM, commencent le dimanche 19 mars,.
Une première dépouille est retrouvée par les autorités le 19 mars en soirée. Des camions nacelles et des grues et d'autres équipements sont déployées pour le démantèlement du 2e et 3e étage. Le sol instable et le risque d’effondrement rendent les fouilles trop dangereuse pour les pompiers et les enquêteurs. Une seconde victime est extirpée des décombres le 21 mars.

### Enquête et procédures judiciaires
Le Service de sécurité incendie de Montréal a soupçonné le 16 mars que les détecteurs de fumée de certains logements étaient possiblement déficients. Ces soupçon ont été niés par l'avocat du propriétaire du bâtiment. Des témoins ont aussi déclaré qu'il n'y avait pas eu d'alarme de feu pour avertir les occupants de l'incendie. Deux victimes de l'incendie ont appelé le 911 pour signaler qu'elles étaient incapables de sortir de l'immeuble en feu car il n'y avait pas de fenêtre par laquelle elles pouvaient s'échapper.
Le 21 mars, Radio-Canada a diffusé une photo d'un logement de l'édifice William-Watson-Ogilvie qui ne possédait pas de fenêtres.
Le 31 mars, le père d’une des victimes intente une action collective de plus de 22 millions $ contre le propriétaire du bâtiment Emile-Haim Benamor, l'entrepreneur Tarik Hassan qui y louait des unités et contre Airbnb pour avoir permis des locations illégales,.
Le 28 août 2023, le SPVM annonce que l'enquête a évolué en une affaire de meurtres et écarte la possibilité d'un incendie accidentel. Les enquêteurs ont découvert des traces d'accélérant dans la zone d'origine de l'incendie. Cette présence d'accélérant, combinée à la structure de l'immeuble, explique la rapidité de la propagation du feu. Cependant, le porte-parole de la police n'a pas donné plus de détails sur le type d'accélérant utilisé ni la zone précise d'origine possible de l'incendie criminel.

## Victimes
Les victimes de l’incendie provenaient du Québec, de l'Ontario et des États-Unis.
Parmi les sept victimes, on retrouve Camille Maheux (1946 - 2023), une photographe documentaire qui vivait depuis 30 ans dans l'édifice. Cette dernière photographiait principalement le mouvement des femmes, les communautés LGBTQ et les personnes marginalisées depuis les années 1970. Certaines de ses photos font partie de la collection du Musée des beaux-arts du Canada.

## Réactions

### Controverse sur les locations à court-terme illégales et réaction d'Airbnb

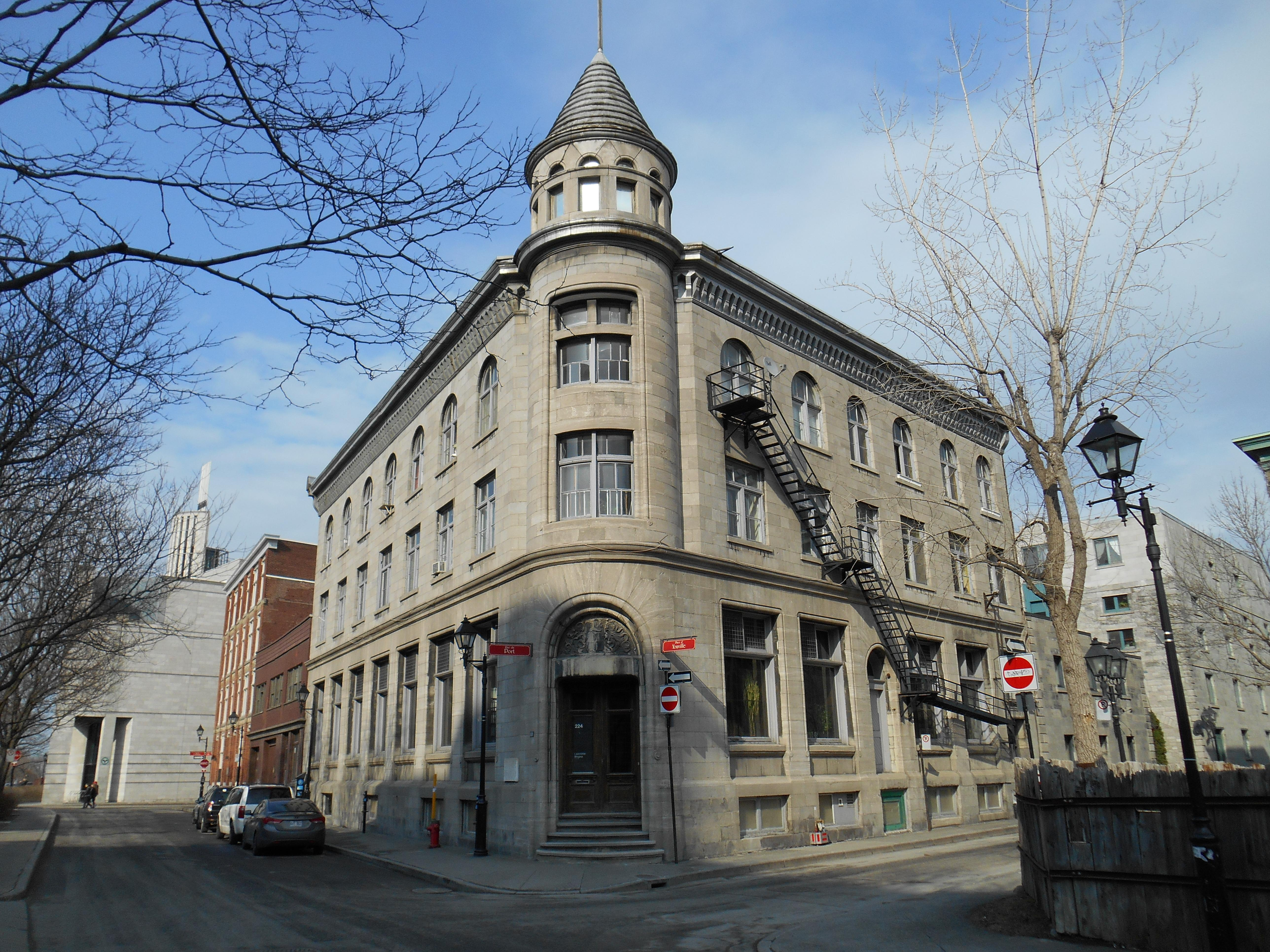
L'édifice en 2014.

Le Service de sécurité incendie de Montréal a affirmé, le jour où l'incendie s'est produit, que certains des logements dans l'immeuble étaient loués via la plateforme Airbnb. La plupart des personnes disparues lors de l'incendie avaient loué un logement via Airbnb, des locations en infraction avec le règlement municipal qui interdisent cette pratique dans le Vieux-Montréal. L'avocat de Emile-Haim Benamor a confirmé que quelqu'un d'autre, qui n'était pas le propriétaire, sous-louait à court terme des logements dans l'édifice William-Watson-Ogilvie sur la plateforme Airbnb. L'entreprise Avenoir Inc. de Tariq Hasan louait plusieurs logements de l'édifice incendié sur la plateforme.
Ben Breit, directeur international des communications de confiance et de sécurité chez Airbnb, a exprimé sa solidarité envers les victimes de la tragédie ainsi que leurs familles et leurs proches et a indiqué collaborer avec les forces de l'ordre pour enquêter sur l'incident.

### Réactions de l'administration municipale
La mairesse Valérie Plante a salué après l’incendie l'intervention rapide des pompiers et leur travail pour avoir protégé le Musée Pointe-à-Caillière et ses archives situées à quelques dizaines de mètres. Elle a également déclaré son soutien aux familles des victimes et a dit suivre de près l'enquête menée par le SPVM.
La ville de Montréal a confirmé que le propriétaire de l'immeuble ne possédait pas de certificat d'exploitation de résidence touristique et qu'aucune plainte officielle à ce sujet n'était parvenu à la ville à cet effet. Depuis 2018, plusieurs arrondissements comme Ville-Marie, Le Plateau-Mont-Royal, Rosemont–La Petite-Patrie et Mercier–Hochelaga-Maisonneuve, limitent l’hébergement touristique à quelques secteurs commerciaux ; Verdun interdit la location commerciale de logements à courte durée.
La porte-parole de l'arrondissement Ville-Marie Kim Nantais a expliqué entrevue au journal La Presse le 19 mars, que la location touristique à court terme était une compétence du gouvernement du Québec et que c'est Revenu Québec qui était mandaté pour réaliser les inspections. Le cabinet de la mairesse Valérie Plante a indiqué que le gouvernement du Québec avait donné les pouvoirs nécessaires à Revenu Québec afin de « sévir contre les contrevenants » et que des ressources supplémentaires allaient être nécessaires avec la mise en application du projet de loi 67 le 25 mars 2023. L'Union des municipalités du Québec et le maire de Québec Bruno Marchand ont exprimé son soutien en faveur de la mairesse Plante et ont demandé à Revenu Québec d'assumer ses responsabilités et de veiller à l'application de la Loi sur l'hébergement touristique,.
Le 20 mars, en point de presse devant les ruines l'édifice William-Watson-Ogilvie, la mairesse Valérie Plante a demandé que la plateforme Airbnb agisse en citoyen corporatif responsable et aide les autorités à faire respecter les loi québécoises et les règlements municipaux. Questionnée sur l'application des règlements municipaux, la mairesse Plante a fait valoir la complexité pour les arrondissements de faire respecter le règlement sans qu'une plainte ne soit formulée.
Le chef par intérim d'Ensemble Montréal Aref Salem a demandé à l'administration Plante d'arrêter de blâmer le gouvernement du Québec et d’appliquer de façon plus stricte les réglemente municipaux.

### Réaction du Gouvernement du Québec

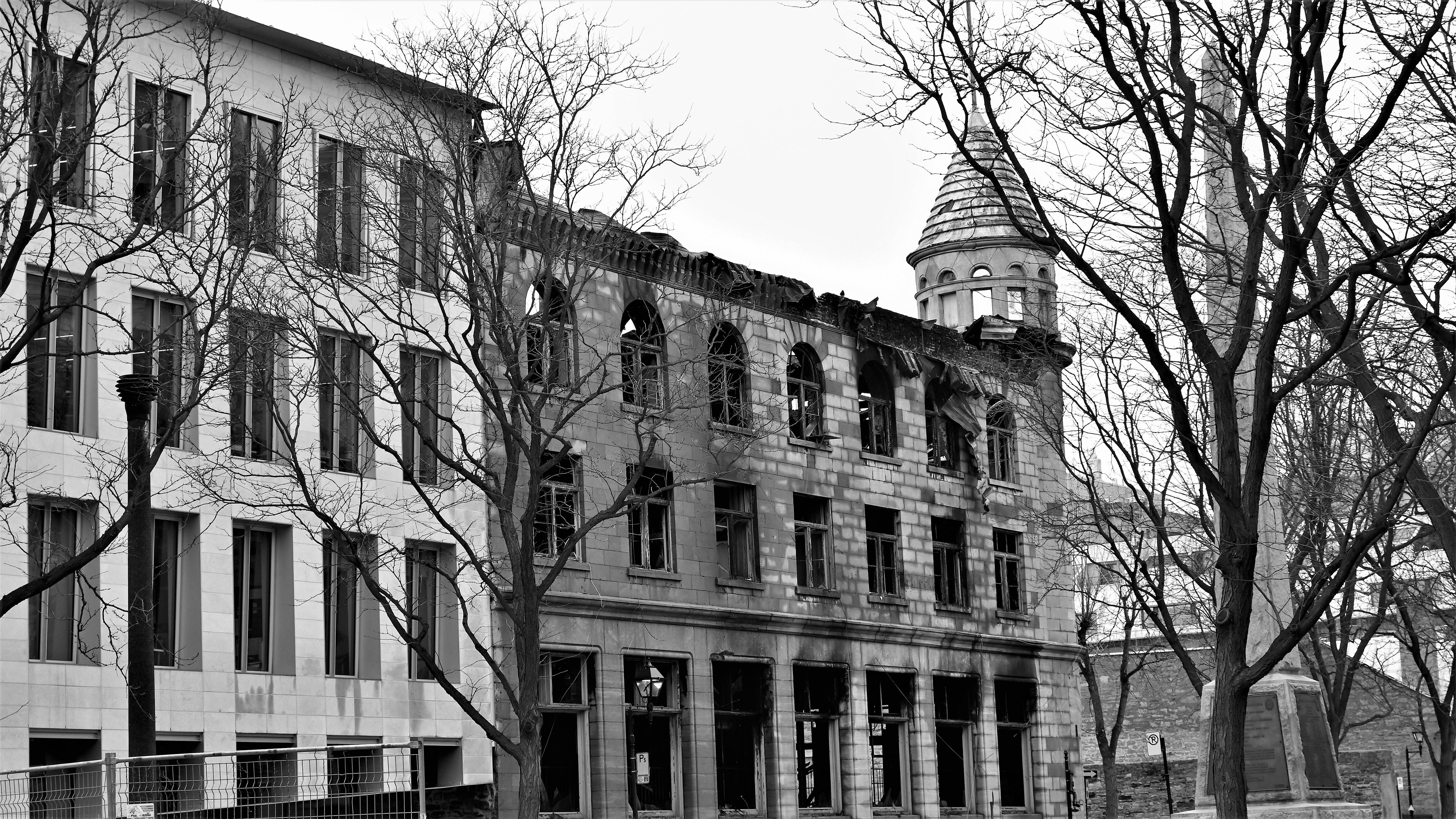
Les ruines vues de la place d'Youville.

Contacté par le journal La Presse, le ministère du Tourisme du Québec a indiqué via son porte-parole que ce sont les municipalités qui doivent veiller au respect de leurs réglementations et que les dispositions sur l'affichage d'un numéro d'enregistrement de la Corporation de l’industrie touristique du Québec (CITQ) s’appliquent à l'exploitant d'un établissement touristique et non à la plateforme qui diffuse l'offre d'hébergement.
Le 20 mars, la ministre du Tourisme, Caroline Proulx, a annoncé que la Loi sur l'hébergement touristique serait modifiée avant la fin de la session parlementaire et que des amendes seraient imposées aux propriétaires et aux plateformes d'hébergement touristique si le numéro d'enregistrement requis n'était pas affiché. Elle a également précisé que c'était aux municipalités de surveiller les locations illégales en dehors des zones autorisées. Cependant, quelques heures plus tard, le cabinet de la ministre a démenti cette déclaration en expliquant que ce sont en fait les inspecteurs de Revenu Québec qui sont chargés d'intervenir contre les logements qui sont annoncés sans numéro d'enregistrement de la CITQ.
En mai 2023, alors que le gouvernement du Québec est en train de resserrer ses lois concernant les locations illégales à court terme après l'incendie, l'entreprise affirme qu'elle refuse d'être responsable de vérifier la légalité des offres sur son site Internet. La ministre Proulx rétorque qu'Airbnb « n'est pas un bon citoyen corporatif ».

#### Revenu Québec
Interrogée par le journal La Presse à propos des locations à court-terme illégales, Revenu Québec a déclaré via sa porte-parole que c'était la responsabilité des municipalités d'appliquer leurs règlements d'urbanisme, tandis que le rôle de l'organisme gouvernemental était de faire appliquer la Loi sur l'hébergement touristique.

### Partis d'opposition
Virginie Dufour, porte-parole en matière d'habitation pour le Parti libéral du Québec, estime que la situation actuelle ne va pas changer rapidement car les municipalités n'ont pas les ressources nécessaires pour agir contre les locations illégales.
Alexandre Leduc, leader parlementaire de Québec solidaire, a appelé à resserrer la Loi sur l'hébergement touristique et s'attaquer directement à Airbnb.
Le député du Parti québécois Pascal Bérubé croit que le mauvais encadrement met les clients en danger.

### Autres réactions
Le Front d'action populaire en réaménagement urbain (FRAPRU) a demandé la suspension des activités d'hébergement touristique proposées sur des plateformes comme Airbnb dans les secteurs où la pénurie de logements locatifs est un problème.
La Corporation des propriétaires immobiliers du Québec (CORPIQ) indique vouloir protéger le parc locatif actuel en interdisant aux locataires de louer leurs logements moins de 30 jours et sans l'accord de leur propriétaire.

## Autre incendie similaire
Le 4 octobre 2024, un incendie criminel dans un immeuble dans le Vieux-Montréal cause la mort de 2 personnes et blesse une autre. Ces personnes auraient loué des appartements dans l’immeuble sur la plateforme Airbnb. L'édifice appartient au même propriétaire que l'Incendie du 16 mars 2023 dans le Vieux-Montréal ayant causé 7 décès et 9 blessés.